# 约讷省
约讷省（法語：Yonne，法語發音：[jɔn] ⓘ）是法國勃艮第-弗朗什-孔泰大区所轄的省份，得名于約訥河。該省編號為89。